# Кукуюк Петро Степанович
Кукуюк Петро Степанович (4 жовтня 1938, с. Василівка, Амвросіївський район, Донецька область — 1982) — режисер, актор.
Театральний актор з Житомирщини.  Народний артист Української РСР (1979), лауреат премії імені Миколи Шпака.